# Кайран (озеро)
Кайран (каз. Қайран) — озеро в Тимирязевском районе Северо-Казахстанской области Казахстана. Находится в 1 км к северу от села Дмитриевка.
По данным топографической съёмки 1940-х годов, площадь поверхности озера составляет 1 км². Наибольшая длина озера — 2,4 км, наибольшая ширина — 0,6 км. Длина береговой линии составляет 5,5 км, развитие береговой линии — 1,54. Озеро расположено на высоте 158,8 м над уровнем моря.